# Миссия иезуитов в Константинополе
«Миссия иезуитов в Константинополе» — религиозная миссия ордена иезуитов, созданная в 1920 году в Стамбуле, Турция для работы в среде русских беженцев в традиции русских католиков византийского обряда в составе Русского апостолата.

## История
Генерал ордена Иезуитов Владимир Ледуховский sj в 1919 году направил через Стамбул в Турции группу миссионеров на Кавказ для работы среди католиков, переселившихся из Порты в южные губернии Российской империи

Когда все было готово, мы отправились из Австрии в Тифлис, в декабре 1920 года. Но в Константинополе нам сообщили роковую весть: Кавказ только что заняли большевики, попасть туда невозможно. “Это провиденциально”, сказал нам глава Константинопольской миссии; вот уже несколько недель, как здесь находятся 150 000 беженцев из армии Врангеля; все они русские; оставайтесь здесь и работайте среди них.
В 1920 году Миссия установила контакты с Международным Красным Крестом для оказания помощи русским беженцам, способствовала отправке их в другие страны, проводила публичные лекции на религиозные темы, устраивала встречи с епископатом и клиром РПЦ, публиковала печатные материалы на апологетические темы.
В 1921 году при содействии начальника французской военной миссии полковника Пелле (Pellé) создала «Комитет для образования русских детей».

### Помощь детям
Далее Комитет создал в районе Галата в помещении колледжа св. Венедикта, принадлежавшем французским монахам лазаристам, пансион для русских мальчиков 7 - 16 лет, вошедший в историю, как Интернат св. Георгия (Медон). 
- Директор - Александр Сипягин
- Воспитатель - полковник Александр Николаевич Немерцалов
- Помощник воспитателя - Борис Корнилов

В 1923 году - был переведен в Намюр, Бельгия и в 1940 году - эвакуирован в Медон под Парижем, Франция.

### Общежитие для русских католиков
Создано, как форма социальной помощи нуждающимся людям, служило как место проживания для русских из числа эмигрантов в Стамбуле, находившихся на попечении Миссии иезуитов.

### Сотрудники Миссии
- Луи Бейль (Бэль Л., Baille Louis) sj
- Станислав Тышкевич sj
- Александр Сипягин
- Глеб Верховский

### Издания Миссии
Бэль Л. (Baille Louis). Церковь и будущность = L’E’glise et L’Avenir. / Серия: Вера и церковь (Царьград) = Foi et Eglise. Вып. I. Царьград: Типография «Братья Зеллич», 1922
Сипягин А. У скалы Петровой / Серия: Вера и Церковь = Foi et Eglise. Вып. II. Царьград: Типография «Братья Зеллич», Пера Капу, ул. Язиджи, 1922.